# Комплекс із виробництва добрив в Рас-аль-Хейр
Комплекс із виробництва добрив в Рас-аль-Хейр — підприємство саудійської хімічної промисловості, майданчик якого розташований на східному узбережжі країни.

## Загальна інформація
Розвиток комплексу тісно пов'язаний із розробкою фосфатів на півночі Саудівської Аравії, які видобуваються спільними підприємствами компанії Ma'aden — Ma'aden Phosphate Company (MPC, володіє гірничовидобувним комбінатом Джаламід) та Ma'aden Wa'ad Al Shamal Phosphate Company (MWSPC, опікується гірничохімічним комбінатом Умм-Вуаль). Втім, майданчик у Рас-аль-Хейр також має потужне виробництво аміаку, а тому спеціалізується передусім на комплексних добривах.

## Завод MPC
У 2011-му став до ладу завод MPC, основними елементами якого є:
- виробництво сульфатної кислоти потужністю 4,66 млн тонн на рік. Його технологія передбачає спалювання 1,5 млн тонн сірки, що дозволило доповнити комплекс власною ТЕЦ;
- три лінії фосфатної кислоти сукупною потужністю 1,37 млн тонн на рік. Тут відбувається обробка сульфатною кислотою фосфоритного концентрату, якого при роботі на проєктній потужності потрібно 5 млн тонн на рік;
- виробництво аміаку річною потужністю 1,09 млн тонн. Основна частина цього продукту споживається на самому майданчику для отримання комплексних добрив, проте проєктна потужність перевищувала власні потреби на 0,4 млн тонн, які планувалося продавати на внутрішньому ринку, експортувати або надалі використати для нарощування випуску добрив. Завод має сховище на 58 тисяч тонн аміаку, чого достатньо для покриття власних потреб протягом 29 діб;
- чотири лінії діамонійфосфату сукупною потужністю 2,92 млн тонн на рік. Залежно від ринкової ситуації, дві лінії також можуть продукувати моноамонійфосфат. В обох випадках сировиною виступають фосфорна кислота та аміак.

## Завод MWSPC
Особливістю цього проєкту стало те, що виробництво сульфатної та фосфорної кислот розташоване на місці видобутку фосфоритів в Умм-Вуаль, де у 2017-му почав роботу гірничо-хімічний комбінат. Як наслідок, основними елементами майданчику MWSPC стали:
- завод аміаку добовою потужністю 3300 тонн;
- три лінії діамонійфосфату сукупною потужністю 2,23 млн тонн на рік;
- лінія комплексного азотно-фосфорно-калійного добрива (NPK) річною потужністю 0,77 млн тонн (додатково потребує для своєї роботи хлориду калію).

## Транспортна інфраструктура
Фосфоритний концентрат та фосфорну кислоту доправляють з Джаламіду та Умм-Вуаль по відгалуженню від залізниці Північ — Південь. Завод MPC має майданчик для зберігання 200 тисяч тонн концентрату, що забезпечує роботу протягом двох тижнів навіть за умови припинення поставок.
Як сировину для виробництва аміаку використовують природний газ, що надходить по трубопроводу Хурсанія – Рас-аль-Хейр (з середини 2020-х цей ресурс до Рас-аль-Хейр зможе надходити також по газопроводу Танаджиб – Рас-аль-Хейр).
Мелену сірку постачають залізницею з газопереробних заводів Беррі та Васіт (через останній також проходить сірка з ГПЗ Хурсанія).
Також завод MPC використовує при продукуванні фосфорної кислоти каолін, що надходить з копальні Аз-Забіра.
Вивозять продукцію через порт Рас-аль-Хейр, який почав роботу одночасно з комплексом з виробництва добрив у 2011 році. Порт, що також обслуговує інше велике підприємство конгломерату Ma'aden — алюмінієвий комбінат, має басейн розмірами 2,4 км на 1,4 км, підхідний канал завдовжки 24 км з шириною 175 метрів та може приймати судна дедвейтом до 70 тисяч тонн.
У межах проєкту MWSPC облаштували можливість експорту частини фосфорної кислоти, отриманої з Умм-Вуаль, через порт Рас-аль-Хейр.